# Daewoo
Daewoo (em coreano, "Grande Universo") foi um grande chaebol (conglomerado) sul-coreano, constituído por várias empresas, dentre as quais a Daewoo Motors, do ramo automobilístico.

## História

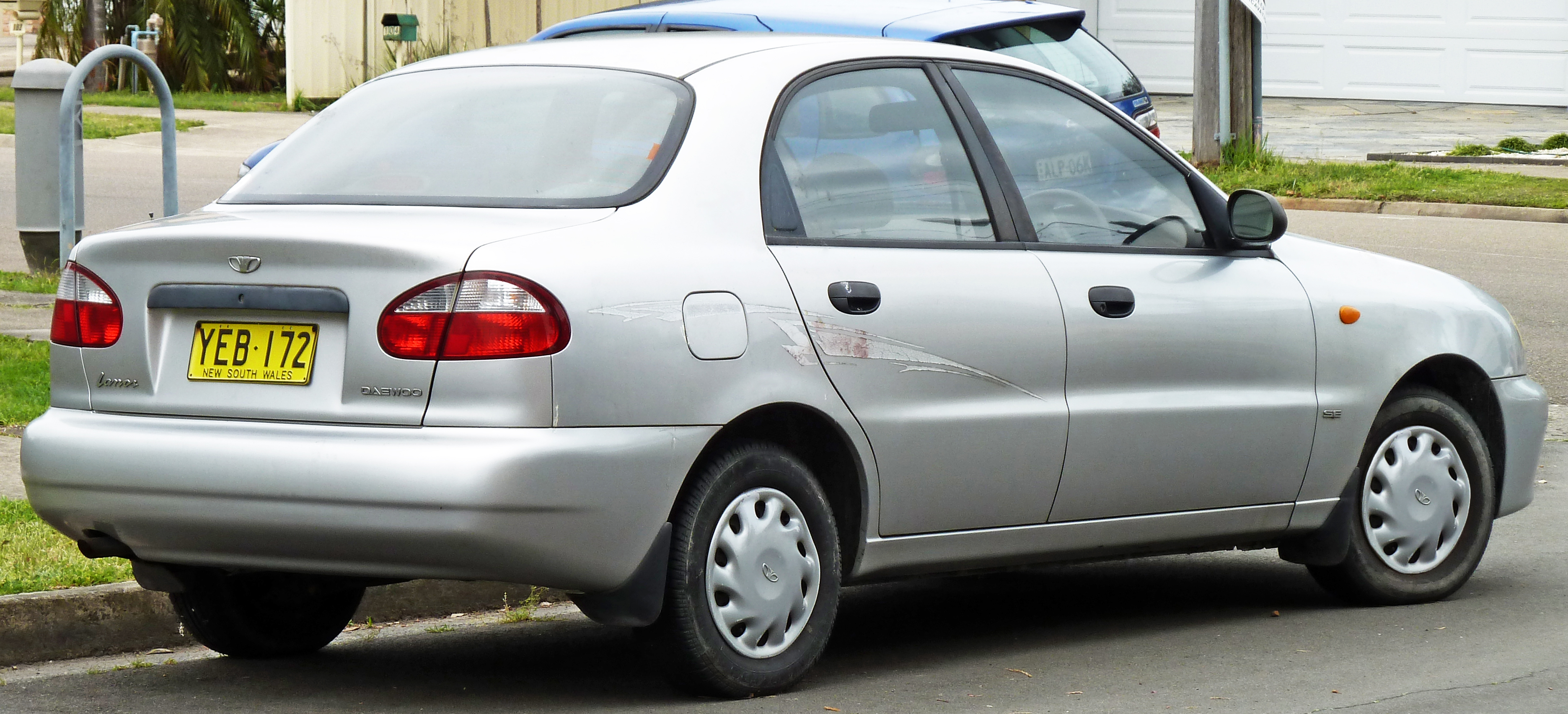
Automóvel Daewoo Lanos.

Fundada em 22 de março de 1967 por Kim Woo-jung como Daewoo Industrial foi desmantelada pelo governo coreano em 2000. Antes da crise financeira asiática de 1998, a Daewoo era o segundo maior conglomerado da Coreia, depois da Hyundai, e seguida pela LG e pela Samsung. O  Daewoo Group era constituído por cerca de 20 divisões, algumas das quais ainda sobrevivem como companhias independentes.

### No Brasil
A empresa comercializou o modelo sedã Espero entre os anos de 1994 e 1998, bem como o sucessor Nubira em versões sedã e station-wagon, figurando na lista dos importados mais vendidos no país, mas a crise asiática de 1999 descontinuou suas operações no Brasil. Também comercializou a partir de 1997 o compacto Lanos em versões hatchback e sedã (ambas com 4 portas). Outros modelos comercializados no país foram os sedãs grandes Prince e Ace/Super Salon (que usavam a mesma plataforma, mas eram diferenciados pelo design da parte dianteira mais arredondada no Prince e mais quadrada no Ace/Super Salon) e o Leganza.

## Empresas

As torres That-El-Emad construídas pela Daewoo Construction em Trípoli, Líbia.

O Daewoo Group era constituído de várias grandes empresas, destacando-se:
- Daewoo Electronics
- Daewoo Heavy Industries
- Daewoo Shipbuilding & Marine Engineering
- Daewoo Securities
- Daewoo Telecom
- Daewoo Construction
- Daewoo International
- Daewoo Development Company
- Daewoo Motors

Daewoo foi obrigada a se desfazer do braço automotivo, Daewoo Motor, vendendo-o para a General Motors.